# Protonoma glomeratrix
Protonoma glomeratrix är en fjärilsart som beskrevs av Edward Meyrick 1938. Protonoma glomeratrix ingår i släktet Protonoma och familjen spinnmalar. Inga underarter finns listade i Catalogue of Life.